# سیاست علم

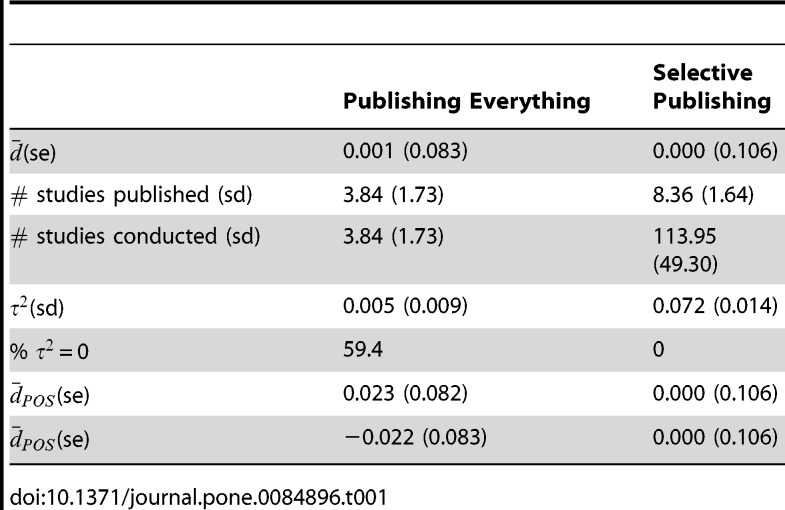
سیاست علم

سیاست علم (به انگلیسی: Science policy) خط‌مشی‌ها یا سیاست‌گذاری‌هایی است که برای تأثیرگذاری بر تخصیص و توزیع منابع برای فعالیت‌های علمی و فنی یا اثربخشی این منابع تخصیص‌یافته و پیامدهای اجتماعی آن طراحی و تدوین می‌شوند. سیاست علم در سطح پژوهش علمی با کمک گرفتن از تاریخ، اقتصاد، جامعه‌شناسی و فلسفهٔ علم و مشاهده‌ها و تحلیل‌های نوین در مورد فرایند سیاست‌گذاری به مطالعهٔ فعالیت‌های علمی می‌پردازد.
این اصطلاح در موارد مختلفی به کار رفته و بعضی از نویسندگان و حتی حکومت‌ها اصطلاح «سیاست علم» را منحصراً برای علم به معنای دقیق کلمه به کار می‌برند. در مواردی هم آن را هم به معنای سیاست علم و هم سیاست فناوری به کار برده‌اند اما در مورد فناوری این کاربرد ثبات و یکدستی ندارد و بیشتر به همان معنای سیاست علم کاربرد دارد.
گروهی از نویسندگان هم تلاش کردند تا اصطلاح‌های دیگری را جایگزین سیاست علم بکنند مانند «علمِ علم» توسط گلد اسمیت و مکی یا «خط‌مشی علمی» که هیچ‌یک از این تلاش‌ها مثمرثمر نبوده و رواج نیافته‌است. بیشتر تلاش‌گران این حوزه چه در تحلیل‌های نظری یا سیاست‌گذاری‌های عملی با تعابیری که بر قطعیت و انسجام سیاست علم تأکید کند راحت نیستند چرا که این حوزه بسیار غیرقطعی و مناقشه‌برانگیز است.

## حوزه سیاست علم
امروزه واژه علم بیش از آن که به مجموعه ای از دانسته ها اشاره داشته باشد، بیانگر مجموعه ای از تلاش های نظام مند برای درک عالم و حل مسائل است. سیاست علم با سیاست گذاری برای علم (یا به عبارت دقیق تر سیاست گذاری برای نظام علمی) سروکار دارد، که این امر مسائلی مثل تأمین مالی تحقیقات دانشگاهی، مالکیت و حقوق دارایی های فکری حاصل از تحقیقات علمی و سیاست های آموزشی و سایر مسائل در سیاست عمومی را در بر می گیرد. اهداف دولت ها از دنبال کردن سیاست علم، چندگانه است و شامل پرستی ملی و ارزش های فرهنگی اجتماعی، امنیت ملی و اهداف اقتصادی است.
کریس فریمن می‌گوید اولین صاحب‌نظری که درباره لزوم ورود دولت و سیاستگذاران به حوزه علم سخن گفت برنال، تاریخدان برجسته انگلیسی در کتاب کارکرد اجتماعی علم (برنال 1939) به عنوان یک پیشرو در اندازه‌گیری فعالیت‌های تحقیق و توسعه و نقش آن در رشد اقتصادی در انگلستان؛ توصیه کرد که دولت در تحقیق و توسعه سرمایه‌گذاری کند. در آمریکا وانوار بوش گزارشی در سال 1945 تدوین کرد تحت عنوان علم: مرزهای بی‌پایان که در آن برنامه دستورکار سیاست‌گذاری علم و فناوری در آمریکای پس از جنگ را تدوین کرده بود. بوش هم مانند برنال به شدت به دولت توصیه کرد که در سرمایه‌گذاری در پیشبرد علم فعال گردد (بوش، 1945). اما دلیل اصلی برای ورود قاطعانه دولت در حوزه سرمایه‌گذاری برای تحقیق و توسعه شاید بیش از همه نحوه خاتمه یافتن جنگ جهانی دوم و شروع جنگ سرد باشد. موفقیت پروژه بمب اتم در آمریکا که به خاتمه یافتن جنگ جهانی دوم انجامید، اهمیت مقام علم را در جوامع غربی افزایش داد و این تصور را به غلط و یا درست پیش آورد که اگر سرمایه‌گذاری با نرخ بسیار زیاد بر روی علم انجام شود، علم می‌تواند جوابگوی بسیاری از نیازها مانند نیازهای امنیتی و رشد و توسعه آن باشد (بوراس، 2005) . رقابتی که بین روسیه و آمریکا پس از جنگ جهانی دوم بر سر برتری علمی روی داد و در رشته‌هایی چون فناوری هسته‌ای و یا فضایی مانند جنگ ستارگان نمود یافت و کل دوران جنگ سرد را از 1945 تا 1991 یعنی سال فروپاشی شوروی را تحت تأثیر قرار داد.
بازیگران در سیاست‌گذاری علمی، دانشگاه‌ها، مؤسسات و لابراتورهای تحقیق و توسعه هستند که در تحولات سیاست‌گذاری ها روز به روز بیشتر مشارکت داده می شوند. سیاست علمی دولت‌ها، معمولاً با اهداف متفاوتی مانند غرور ملی، امنیت نظامی و یا رشد اقتصادی تدوین می‌گردد. مهم‌ترین موضوعاتی که در سیاست علم مطرح است آن است که حجم مناسب منابع مالی برای این حوزه به چه نحوه تعیین شده و تخصیص یابد. به علاوه اینکه چگونه توزیع مناسبی از منابع بین بازیگران انجام پذیرد.